# Renault Kiger
O Renault Kiger é um SUV crossover de segmento B fabricado e comercializado pela Renault. Foi revelado em janeiro de 2021 e está sendo comercializado desde março de 2021. Projetado e fabricado na Índia, ele está posicionado abaixo do Duster para ocupar o segmento de crossover de menos de 4 metros na Índia.

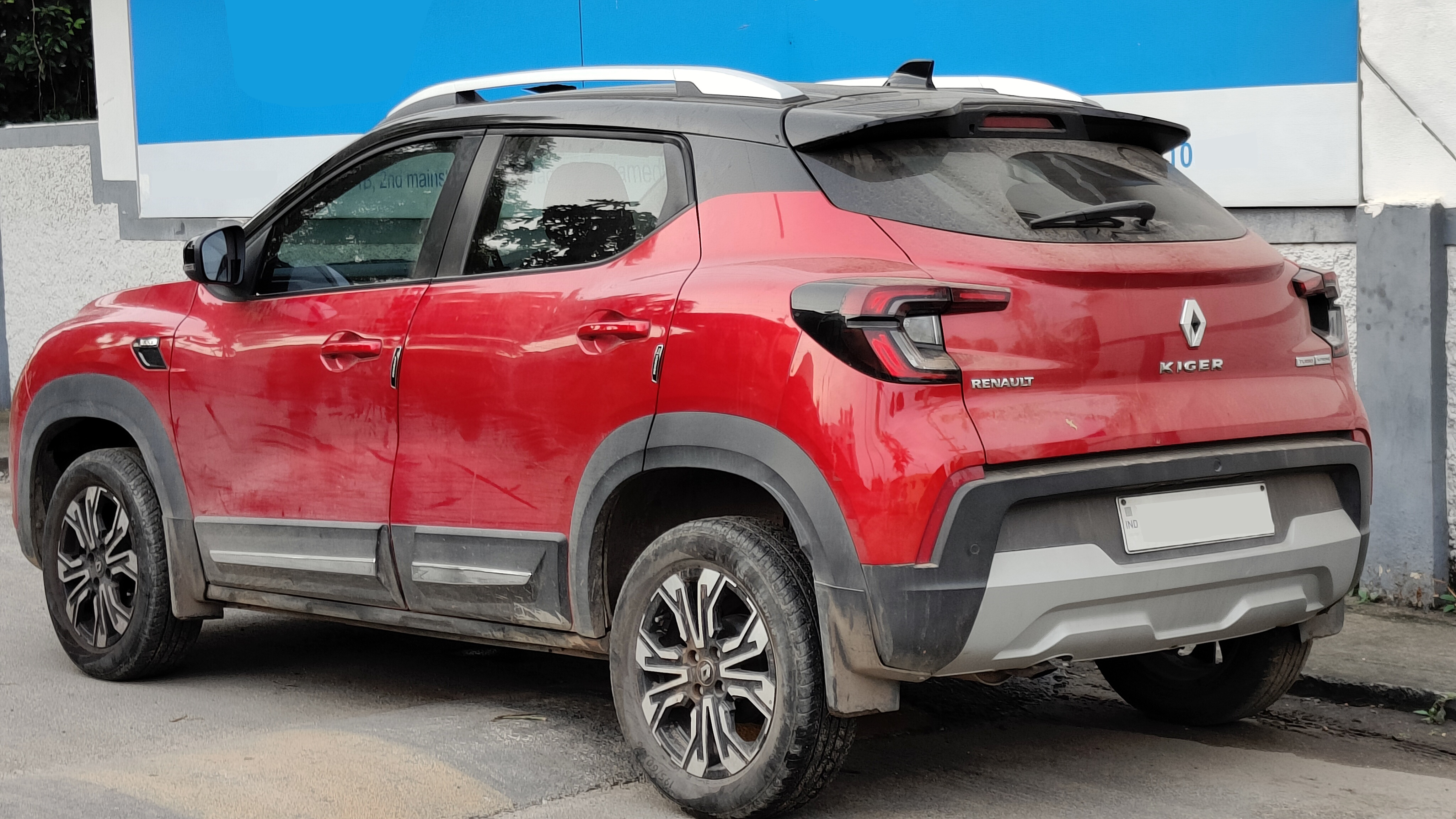
Vista traseira
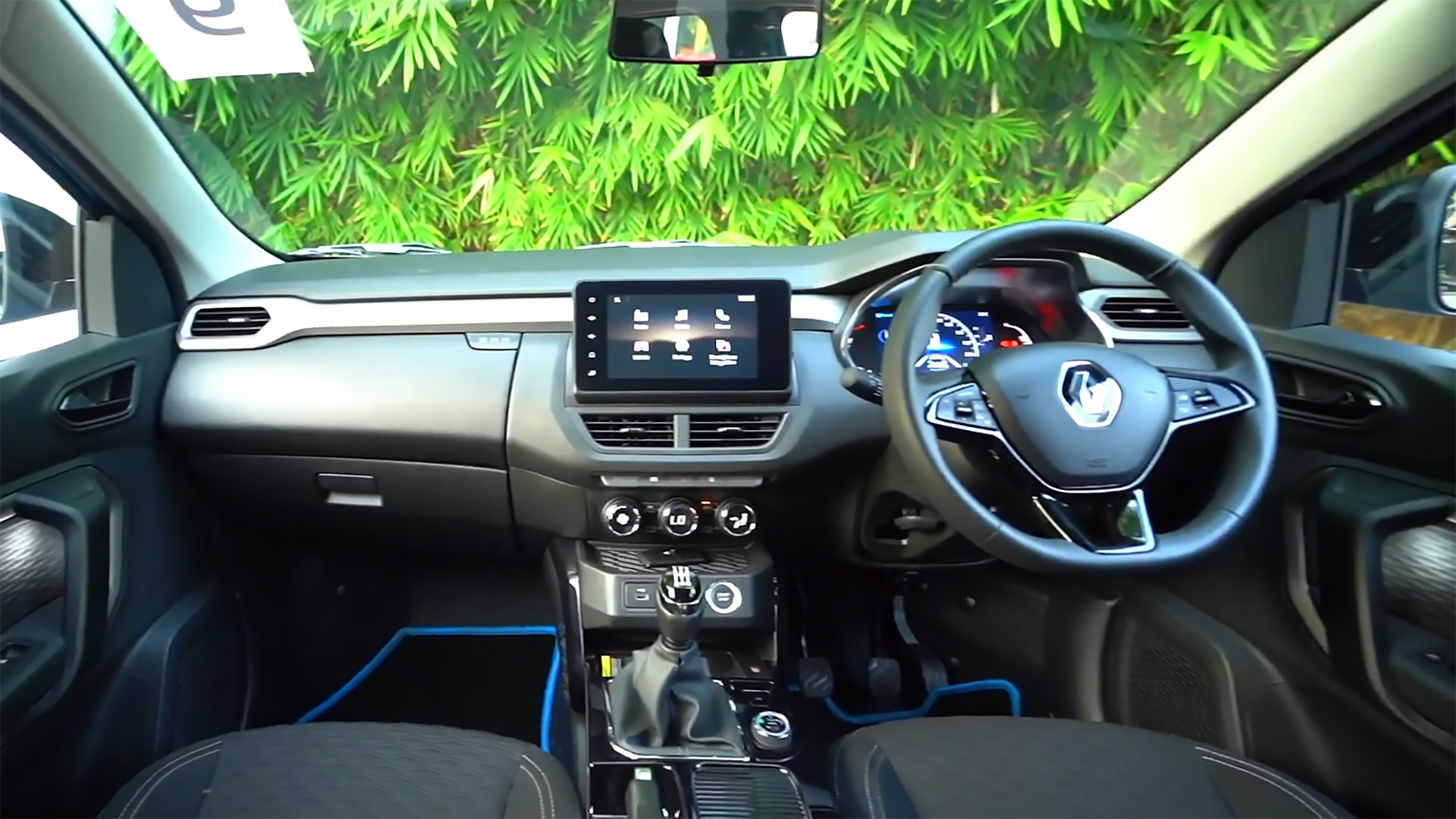
Interior